# Stella Adler
Pour les articles homonymes, voir Adler.
Stella Adler (10 février 1901 – 21 décembre 1992) est une actrice et professeur d'art dramatique américaine, qui fonde le conservatoire Stella Adler à New York en 1949, où elle enseigne la comédie pendant plus de quarante ans,.

## Biographie
Elle est née à Manhattan. Elle est la fille de Sara Adler et Jacob Adler. Elle a trois sœurs et frères, Luther Adler qui est marié de 1938 à 1946 à l'actrice Sylvia Sidney, Jay Adler et Charles Adler. Sa famille est d'origine juive. Elle débute au théâtre au Yiddish Theater District et étudie à l'Université de New York.
Elle débute à Broadway en 1922. En 1931, elle intègre un groupe théâtral fondé par Lee Strasberg. En 1938, elle rencontre à Paris Constantin Stanislavski et adopte sa méthode de formation de l'acteur de retour à New York. En 1949, elle fonde son cours de théâtre le « Stella Adler theatre studio » qui en 1969 est affiliée avec la Tisch School of the Arts de l'Université de New York.
Elle est mariée trois fois, avec Horace Eliascheff, ils ont une fille Ellen, avec Harold Clurman (en), de 1943 à 1960, et Mitchell A. Wilson de 1973 à son décès.

## Le conservatoire de Stella Adler
Le conservatoire de Stella Adler, le Stella Adler Studio of Acting, a eu comme élèves notamment Marlon Brando, John Saxon, Mark Ruffalo, Warren Beatty, Benicio Del Toro, Sydney Pollack, Robert De Niro et Christoph Waltz ainsi que Salma Hayek.

## Filmographie
Cinéma
- 1937 : Love on Toast : Linda Craven
- 1941 : L'Ombre de l'Introuvable (Shadow of the Thin Man) de W. S. Van Dyke : Claire Porter/Clara Peters
- 1948 : My Girl Tisa : Mme Faludi

Télévision
- 1949 : Suspense : Mère